# Muricea acervata
Muricea acervata is een zachte koraalsoort uit de familie Plexauridae. De koraalsoort komt uit het geslacht Muricea. Muricea acervata werd in 1866 voor het eerst wetenschappelijk beschreven door Verrill. 